# Appuntamento in nero (film)
Appuntamento in nero è un film del 1990, diretto da Antonio Bonifacio.

## Trama
Angela, vittima d'abuso sessuale da adolescente, è oggi sposata con Gianni, un uomo d'affari ricco, ma infedele. Il suo aggressore alla fine fu ucciso da suo fratello Davide, ma dell'omicidio dell'uomo, se ne autoaccusò il padre, per evitargli condanne. Il matrimonio tra Angela e Gianni non funziona e, peraltro, questi ha anche una relazione fissa con Eva, un'amica in comune che lavora come modella e che abita insieme a loro in una villa. Un giorno Angela, nel bagno d'un cinema, simula una violenta aggressione a sé stessa, strappandosi i vestiti e procurandosi dei tagli con una bottiglia rotta: vi assiste per caso, non visto, il proiezionista, che inizia a ricattare (pretendendo grosse somme in cambio del silenzio) e molestare la donna.
Da quest'episodio scatta una girandola d'eventi che vede Eva, Angela, Gianni e Davide, protagonisti di doppi giochi e terribili macchinazioni: Eva e Angela uccidono la cameriera Rosy, che aveva intuito le loro intenzioni, poi Angela fa uccidere il proiezionista ricattatore da Davide; Eva istiga Gianni a uccidere Angela ma, durante la colluttazione tra i coniugi, è proprio Eva a ucciderlo sparandogli, facendo ricadere la colpa su Angela che, prima dell'arrivo della polizia, viene eliminata da Eva e Davide, in realtà amanti. Dalla versione dei fatti sembrerà che marito e moglie si siano uccisi a vicenda e che Gianni e Rosy abbiano avuto una relazione segreta.
Usciti di scena l'uomo e Angela, Eva e Davide sono pronti a spartirsi l'ingente patrimonio di Gianni, ereditato da Davide in quanto fratello della donna e per il fatto che il cognato non aveva eredi. Alla fine anche i 2 amanti periranno su un aereo a causa di un attentato preventivamente organizzato da Angela che aveva regalato al fratello un particolare accendino a forma di pistola che, con grandi quantità di polvere da sparo al suo interno, diventava una bomba. Alla base dei delitti v'è principalmente il denaro ma, almeno da parte di Angela, anche l'instabilità emotiva provocatole dall'antica violenza.